# Сирфонтен ан Азоа
Сирфонтен ан Азоа (фр. Cirfontaines-en-Azois) насеље је и општина у североисточној Француској у региону Шампањ-Арден, у департману Горња Марна која припада префектури Шомон.
По подацима из 2011. године у општини је живело 201 становника, а густина насељености је износила 17,31 становника/km². Општина се простире на површини од 11,61 km². Налази се на средњој надморској висини од 235 метара.

## Демографија
| 1962. | 1968. | 1975. | 1982. | 1990. | 1999. | 2011. |
| ----- | ----- | ----- | ----- | ----- | ----- | ----- |
| 264   | 265   | 238   | 262   | 208   | 190   | 201   |

График промене броја становника у току последњих година